# Eublemma rufipuncta
Eublemma rufipuncta is een vlinder uit de familie van de spinneruilen (Erebidae). De wetenschappelijke naam van deze soort werd voor het eerst voorgesteld door Alfred Jefferis Turner in een publicatie uit 1902.
De soort komt voor in Australië (Queensland).